# Fexhe-le-Haut-Clocher
Fexhe-le-Haut-Clocher [ˌfɛksləˈoklɔʃe] ist eine Gemeinde in der belgischen Provinz Lüttich. Sie besteht aus den Ortschaften Fexhe-le-Haut-Clocher, Freloux, Noville, Roloux und Voroux-Goreux, aus denen 1965 die neue Gemeinde gebildet wurde.

## Weblinks

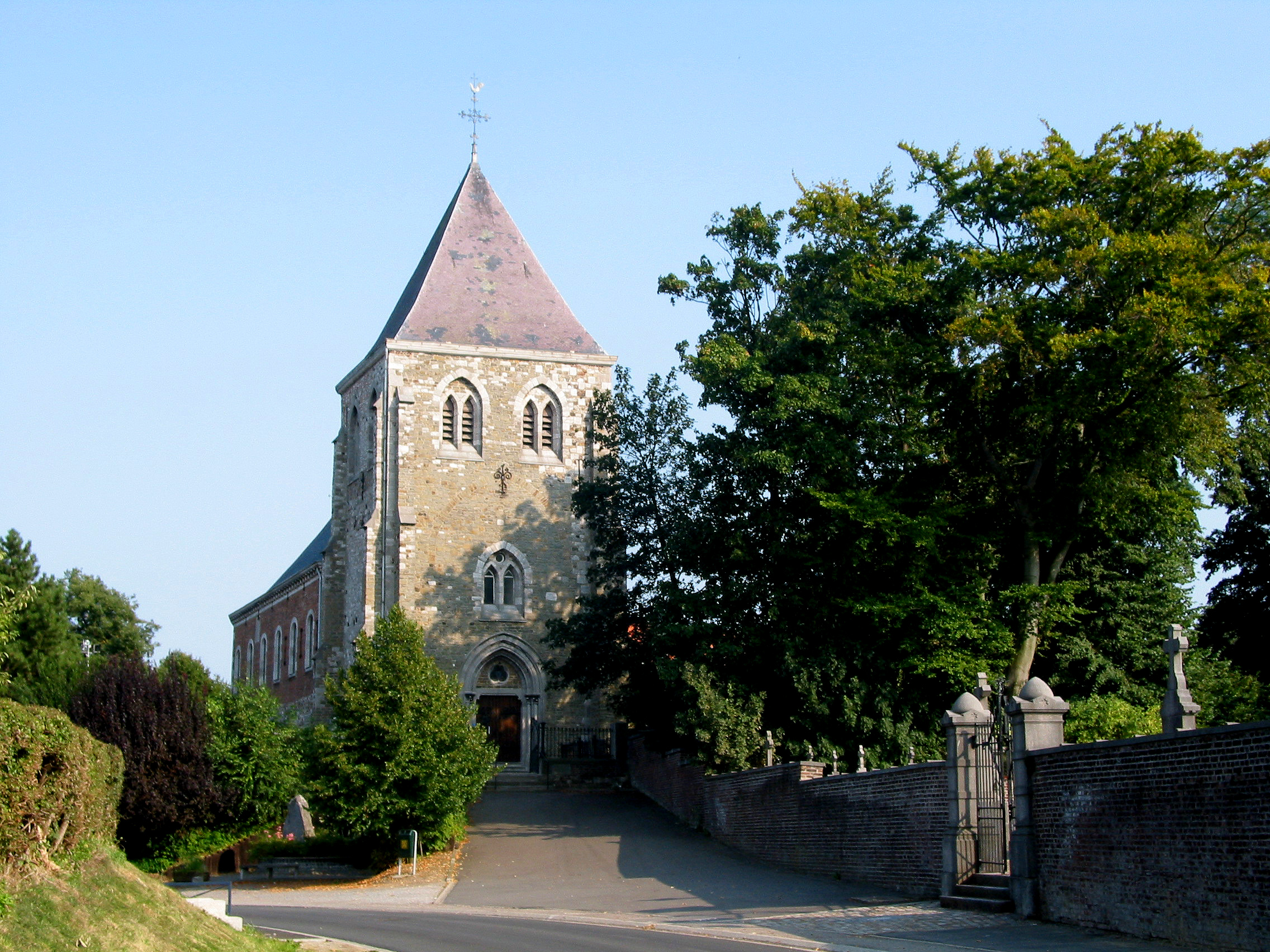
Kirche Saint-Martin